# منير مكرم
منير مكرم ( مواليد 1 يناير 1962)، ممثل مصري.

## عن حياته
ولد منير مكرم في 1 يناير 1962، بمحافظة القاهرة تخرج في كلية الحقوق جامعة عين شمس 1984، بدأ حياته الفنية كمساعد مخرج مسرحي متجول لتسع سنوات، ثم عمل كمخرج مساعد في بعض الأعمال التليفزيونية، حيث شارك في إخراج مسلسل (درب عسكر).

## مسيرته الفنية
عمل كمخرج مساعد في بعض الأعمال التليفزيونية، حيث شارك في إخراج مسلسل (درب عسكر). كان أول ظهور له كممثل في مسرحية
(أرزة لبنان)، ولكنه نال شهرته من برنامج (إديني عقلك)، حيث عرض لمدة تزيد عن عشرة أعوام، ليقوم بعد ذلك بالتمثيل في مسلسل الضوء الشارد. في عام 2002 شارك في المسلسل الاستعراضي (زمن عماد الدين) وقام بأداء شخصية (شقاوير)، أيضا مسلسل (علي مبارك: فارس من مصر ) عام 2004. في عام 2007 شارك في مسلسل (عمارة يعقوبيان) حيث قام بأداء دور الرسام، ومسلسل ربيع الغضب في عام 2013

## أعماله

### أفلام
- كلاب الحراسة
- اسكندرية كمان وكمان
- يا مهلبية يا
- تصريح بالقتل
- دموع صاحبة الجلالة
- خط الموت
- يوم العرض
- قسطي بيوجعني
- سكر برة
- دور شطرنج
- هروب مفاجئ
- ياباني أصلي
- المشخصاتي 2
- الألماني
- التلميذ[8][9]

### مسلسلات
- ورا كل باب ج 2
- حب عمري
- القمر آخر
- جمع سالم
- حب عمري
- عمر ودياب
- قوت القلوب
- قوت القلوب 2
- ولاد إمبابة
- يا أنا يا جدو
- البرنسيسة بيسة
- الضاهر
- حواديت الشانزليزيه
- 30 ليلة وليلة
- طلقة حظ
- اختفاء
- أبواب الشك
- ربع رومي
- الدخول في الممنوع
- الزيبق

### مسلسلات إذاعية
- اتنين في واحد

### مسرحيات
- عبور وانتصار 2017